# Світський орден босих кармелітів
Світський орден кармелітів босих (OCDS) (лат. Ordo Carmelitarum Discalceatorum Saecularis) раніше відомий як Третій світський орден Пресвятої Діви Марії з гори Кармель і Святої Матері Терези від Ісуса, є об'єднанням в Римо-католицькій церкви, з мирянами як основними членами, але може також приймати і представників білого духовенства, з обітами прагнути жити у євангельській досконалості, в дусі євангельських рад цнотливості, бідності і послуху. У них є «вірність споглядальній молитві з духом безпристрасності, який вона тягне за собою...». 
Зазвичай відомий як світські кармеліти, вони є невід'ємною частиною ордену кармелітів босих , юридично залежать від босих кармелітів (OCD) , а в «братському спілкування» пов'язані і з черницями ордену. «В результаті, вони мають ту саму релігійну харизму, кожен в залежності від його конкретного стану життя. Це одна родина з тим же духовним володінням, що закликає до святості і апостольської місії.
Є два ордени кармелітів: Давні Обсерванти (O. Carm.) і босі (OCD). Босі кармеліти відокремилися під керівництвом їх засновниці, Терези Авільської, для того, щоб повернутися до суворішого і споглядального життя перших кармелітів. «Босі», тобто «без чобіт», — заради більшої простоти і убогості. Більшість світських кармелітів не вважають вищевикладену вимогу до взуття реальна необхідною для життя, бо основне — це внутрішня строгість і стриманість.

## Покликання і призначення
Їх покликанням є жити духовністю кармелітів  як мирян, а не як просто наслідувачів кармелітського чернечого життя .  
Вони є апостолами споглядальної молитви, але також живуть інтенсивним життям благодійності у їх спільній професії. 
Кармеліти-миряни приносять обіти Ордену за зразком чернечих обітниць, який керує їх життям. Обіт жити згідно зі своєю новою Конституцією і згідно з євангельськими радами чистоти, бідності і послуху, адаптованими відповідно до законодавства їх держави. 
Духовно зрілим членам, з рекомендацією місцевої ради і схвалення провінційного начальника, дозволяється скласти обіти чистоти і послуху спільноті, які є суто особистими і не створюють окрему категорію членства.

## Шлях життя
Старий устав (Regula vitæ) від 1979 року вимагає від світських кармелітів молитися принаймні півгодини щодня «в атмосфері внутрішньої тиші й самоти», читати ранкові та вечірні молитви з Офіцію, а також брати участь у щоденній Літургії, коли це є можливим. Хоча Устав був замінений новою  Конституцією OCDS у 2003 році, їхній спосіб життя залишається таким самим.
Світські кармеліти повинні «з радістю умертвляти себе в єднанні з жертвою Христа», і їх «внутрішнє життя повинне бути пронизаним глибокою відданостю до Пані». Вони повинні носити невеликі коричневі парамани з Богоматірю на горі Кармель (Габіт світських кармелітів), і відвідувати щомісячні зустрічі своїх громад.

## Членство
Залежно від існуючих Провінційних Статутів кожній провінції і з схвалення місцевого співтовариства, OCDS приймає релігійно активних католиків, яким виповнилося принаймні 18 років, для вступу до ордену. Прийом в громаду залежить від чіткої вказівки покликання кармелітів, зрілості у вірі, і дотримання обітів Світських кармелітів, і тому він вимагає декількох років, проведених в духовній освіти та вивченні споглядальної молитви. Католики, які відчувають це покликання від Бога, починають з відвідин щомісячної зустрічі і з часом можуть до них приєднатися.
Світські кармеліти, які не є членами Братства Параману,є набагато молодшими і новішими у розвитку, і які є лише благочестивою асоціацією католиків, які носять параман і можуть слідувати певним принципам духовності кармелітів. Будьякий католик може бути посвячений параманом католицьким священником, та й взагалі це найпопулярніший і найвідоміший з католицьких обітів, бо  його власники посвячують себе Пресвятій Діві Марії. Але параман є частиною одягу ордена кармелітів, у тому числі і світських кармелітів. 
Світські кармеліти, за традицією ченців і черниць, беруть нове релігійне ім'я чи найменування відданості. Назва походить, як правило, використовується тільки в середовищі кармелітів, і учасники використовують акронім «OCDS» після їх імені, якщо це є необхідно.

## Поширення у світі
Світські кармеліти розкидані по всьому світу в різних громадах, і кожна громада канонічно самостійна і є під керівництвом настоятелів кожної провінції та загального настоятеля ордену в Римі.
Також спостерігається певне зростання ордену в Сполучених Штатах в останні роки, але водночас в Європі їх чисельність зменшується.
Велика кількість вірних ордену знаходяться на Філіппінах.

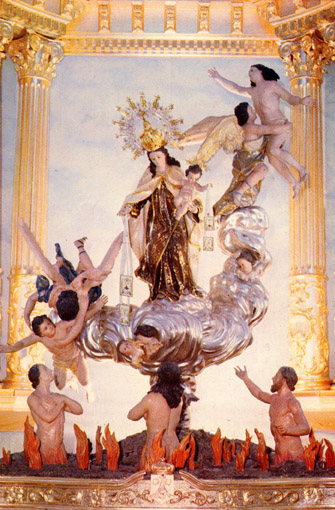
Наша Пані з гори Кармель

## Відомі святі
Основними святими ордену є Тереза Авільська, Іван від Хреста, Тереза від Дитятки Ісус (з Лізьє), і Едіт Штайн. Серед зарахованих до лику блаженних є блаженна Єлизавета від Трійці.
Блаженний Папа Іван-Павло II також був почесним членом світського ордену босих кармелітів.